# Nikifor I (metropolita kijowski)
Nikifor (zm. w kwietniu 1121) – metropolita kijowski sprawujący urząd między grudniem 1104 a kwietniem 1121.

## Życiorys
Był z pochodzenia Grekiem. Przybył do Kijowa 6 grudnia 1104 i został uroczyście intronizowany 18 grudnia. Urząd metropolity kijowskiego pełnił do swojej śmierci w kwietniu 1121.
Metropolita Nikifor uważany jest za autora czterech tekstów, napisanych po grecku, a następnie przetłumaczonych na język staroruski: dwóch listów do Włodzimierza Monomacha, jednego do Jarosława Świętopełkowicza oraz listu pasterskiego do ogółu wiernych (pouczenie o poście). Autorstwo ostatniego listu jest wątpliwe, gdyż mógł on być również dziełem metropolity Nikifora II. Listy Nikifora do książąt miały charakter polemiczny i dotyczyły różnic między Kościołami prawosławnym i katolickim.
Metropolita Nikifor przyczynił się do rozwoju kultu św. Teodozjusza Pieczerskiego, zaś 2 maja 1115 brał udział w uroczystym przeniesieniu relikwii świętych Borysa i Gleba. Istnieje teza, by był autorem jednego z ich żywotów.